# 스택 (수학)
범주론과 대수기하학에서 스택(영어: stack, 프랑스어: champ)은 단면 집합이 단순한 집합이 아니라 준군 또는 범주를 이룰 수 있는, 층의 일반화이다. 이 추가 구조로 인하여, 스택은 오비폴드와 같이 군의 작용을 기억할 수 있으며, 또 각종 모듈라이 문제의 모듈라이 공간을 이룰 수 있다.

## 정의
위치 {\displaystyle {\mathcal {C}}}가 주어졌다고 하자. {\displaystyle {\mathcal {C}}} 위의 올범주 {\displaystyle \Pi \colon {\mathcal {E}}\to {\mathcal {C}}}가 다음 조건을 만족시킨다면, 준스택(準stack, 영어: prestack, 프랑스어: préchamp 프레샹[*])이라고 한다.
- 모든 내림 데이터가 충실충만하다.

만약 {\displaystyle {\mathcal {E}}\to {\mathcal {C}}}가 다음 조건을 만족시킨다면, 스택이라고 한다.
- 모든 내림 데이터가 효과적이다.

준군 준스택(準群準stack, 영어: prestack fibered in groupoids)은 준군 올범주인 준스택이다 (즉, 모든 올이 준군인 준스택이다). 준군 스택(準群stack, 영어: stack fibered in groupoids)은 준군 올범주인 스택이다.

### 스킴 위치 위의 스택
대수기하학에서는 스킴의 범주 위에 각종 그로텐디크 위상을 가하여 얻는 위치 (특히 에탈 위치) 위의 스택을 다룬다.
에탈 위치 {\displaystyle \operatorname {{\acute {E}}t} } 위의 스택의 사상 {\displaystyle X\to Y}이 다음 조건을 만족시킨다면, 표현 가능 사상(表現可能寫像, 영어: representable morphism)이라고 한다.
- 모든 스킴 {\displaystyle S}에 대하여, 올곱 {\displaystyle Y\times _{X}S}은 스킴을 이룬다. 여기서 스택의 올곱은 2-범주 위의 당김이다.

스킴 사상의 경우, 다양한 성질들이 정의돼 있다. 밑 전환에 대하여 불변이고, 공역에 대하여 국소적인 스킴 사상의 조건 P에 대하여, 에탈 위치 {\displaystyle \operatorname {{\acute {E}}t} } 위의 스택의 표현 가능 사상 {\displaystyle X\to Y}이 다음 조건을 만족시킨다면, 스택 사상 역시 조건 P를 만족시킨다고 한다.
임의의 스킴 {\displaystyle S} 및 스택 사상 {\displaystyle S\to X}에 대하여, 스킴 사상 {\displaystyle Y\times _{X}S\to S}는 조건 P를 만족시킨다.
아틴 스택(영어: Artin stack)은 에탈 위치 위의 준군 스택 {\displaystyle X} 가운데, 다음 두 조건을 만족하는 것이다.
- (대각 사상의 표현 가능성) {\displaystyle X} 위의 대각 사상 {\displaystyle X\to X\times X}은 표현 가능 사상이다.
- 어떤 스킴 {\displaystyle U}로부터 {\displaystyle X}로 가는 전사 매끄러운 사상 {\displaystyle U\to F}가 존재한다. (이를 좌표근방계(영어: atlas)라고 한다.)

들리뉴-멈퍼드 스택(영어: Deligne–Mumford stack)은 다음 조건을 만족시키는 아틴 스택 {\displaystyle X}이다.
- 어떤 스킴 {\displaystyle U}로부터 {\displaystyle X}로 가는 전사 에탈 사상 {\displaystyle U\to F}가 존재한다. (이를 좌표근방계(영어: atlas)라고 한다.)

대수적 공간(영어: algebraic space)은 다음 조건을 만족시키는 {\displaystyle \operatorname {{\acute {E}}t} } 위의 (집합 값의) 층이다.
- 어떤 스킴 {\displaystyle U}로부터 {\displaystyle X}로 가는 전사 에탈 사상 {\displaystyle U\to F}가 존재한다.

즉, 대수적 공간은 모든 올이 (작은) 이산 범주를 이루는 들리뉴-멈퍼드 스택이다.

## 성질
임의의 위치 위에서 다음과 같은 포함 관계가 성립한다.
올범주 ⊇ 준스택 ⊇ 스택
스킴의 에탈 위치 위에서, 다음과 같은 포함 관계가 성립한다.
스택 ⊋ 준군 스택 ⊋  아틴 스택 ⊋  들리뉴-멈퍼드 스택 ⊋ 대수적 공간 ⊋ 스킴

## 예

### 스킴
스킴 {\displaystyle S}가 주어졌다고 하자. 그렇다면, 에탈 위치 위의 조각 범주 {\displaystyle \operatorname {{\acute {E}}t} /S}는 {\displaystyle \operatorname {{\acute {E}}t} } 위의 들리뉴-멈퍼드 스택을 이룬다. 스킴을 스택으로 간주하는 경우, 사실 이 조각 범주를 뜻하는 것이다.
마찬가지로, 대수적 공간 {\displaystyle X}의 경우에도, 스킴 {\displaystyle S}에서 {\displaystyle X}로 가는 대수적 공간 사상 집합 {\displaystyle \hom(S,X)}을 올로 하는 올범주는 들리뉴-멈퍼드 스택을 이룬다.

### 모듈라이 스택
주어진 종수 및 구멍 수의 안정 곡선의 모듈라이 공간 {\displaystyle {\mathcal {M}}_{g,n}}은 들리뉴-멈퍼드 스택을 이룬다.

## 역사
스택의 개념의 시초는 알렉산더 그로텐디크의 내림 이론에 대한 1959년 논문이다. 그로텐디크는 좋은 성질을 갖는 모듈라이 공간을 구성하려고 하였는데, 자명하지 않은 자기 동형의 존재가 이러한 모듈라이 공간의 존재를 불가능하게 한다는 사실을 깨달았다. 같은 해 11월 5일에 장피에르 세르에게 보낸 편지에서, 그로텐디크는 다음과 같이 적었다.
| “ | 내가 도달한 실질적인 결론에 따르면, 내 기준에 부합하는, 특정한 구조들(비특이 완비 대수다양체, 벡터 다발 등)의 모듈라이 대수다양체(또는 더 정확히는 모듈라이 스킴)은 일반적으로 존재할 수 없다네. 심지어 평탄성 · 고유성 · (필요하다면) 비특이성을 가하여도 말이네. 그 이유는 오직 내림을 방해하는, 구조의 자기 동형의 존재라네. La conclusion pratique à laquelle je suis arrivé dès maintenant, c’est que chaque fois que en vertu de mes critères, une variété de modules (ou plutôt, un schéma de modules) pour la classification des variations (globales, ou infinitésimales) de certaines structures (variétés complètes non singulières, fibrés vectoriels, etc.) ne peut exister, malgré de bonnes hypothèses de platitude, propreté, et non singularité éventuellement, la raison en est seulement l’existence d’automorphismes de la structure qui empêche la technique de descente de marcher. | ” |
|   | — |   |

그러나 모듈라이 공간이 꼭 스킴이어야 한다는 조건을 대신 스택으로 일반화한다면, 자기 동형을 기억하는 모듈라이 스택을 구성할 수 있게 된다.
1963년~1964년 《마리 숲 대수기하학 세미나》(SGA)에서 피에르 들리뉴는 스택(프랑스어: champ 샹[*])이라는 용어를 최초로 사용하였다. 이 강의록은 SGA 4권 18장으로 수록되어 1972년에 출판되었다. 프랑스어: champ 샹[*]이라는 단어는 들판이나 마당을 뜻한다.
1963년에 데이비드 멈퍼드는 (현대적 용어로) 타원 곡선의 모듈라이 스택의 피카르 군을 연구하였다. 1965년에 장 지로(프랑스어: Jean Giraud)는 출판된 문헌에서 최초로 "스택"(프랑스어: champ 샹[*])이라는 용어를 사용하였다.
1969년에 피에르 들리뉴와 멈퍼드는 "스택"(영어: stack 스택[*])이라는 용어를 영어 문헌에 도입하였고, 들리뉴-멈퍼드 스택을 정의하였다. (들리뉴와 멈퍼드는 들리뉴-멈퍼드 스택을 "대수적 스택"영어: algebraic stack이라고 불렀으나, 오늘날 이는 보통 아틴 스택을 일컫는다.) 들리뉴와 멈퍼드는 프랑스어: champ 샹[*]을 영어: stack 스택[*]으로 번역하였는데, 후자는 쌓임·더미를 뜻하는 단어로, 원어 프랑스어 단어와 뜻이 다르다. 댄 에디딘(영어: Dan Edidin)에 따르면, 프랑스어: champ 샹[*]과 가장 가까운 단어 영어: field 필드[*]는 이미 수학에서 체(영어: field 필드[*], 프랑스어: corps 코르[*])라는 뜻으로 쓰이며, 프랑스어: champ 샹[*]과 관련된 단어 프랑스어: gerbe 제르브[*](일상 용어로는 짚단, 수학 용어로는 제르브)는 영어: sheaf 시프[*](짚단)나 영어: stack 스택[*]으로 번역될 수 있는데 전자는 이미 수학에서 층(영어: sheaf 시프[*], 프랑스어: faisceau 페소[*])이라는 뜻으로 쓰이므로 하는 수 없이 영어: stack 스택[*]으로 번역되었다고 적었다.
1974년에 마이클 아틴은 아틴 스택을 도입하였다.

## 같이 보기
- 오비폴드
- 스킴 (수학)
- 제르브